# جوي بيغوت
جوي بيغوت (بالإنجليزية: Joe Pigott)‏ (24 نوفمبر 1993 في المملكة المتحدة - ) هو لاعب كرة قدم بريطاني في مركز الهجوم. لعب مع تشارلتون أثلتيك ونادي غيلينغهام ونادي لوتون تاون ونيوبورت كونتي ونادي بروملي ونادي ساوثيند يونايتد.

## وصلات خارجية
- جوي بيغوت على موقع قاعدة بيانات كرة القدم.إي يو (الإنجليزية)
- جوي بيغوت على موقع Soccerbase.com (لاعب) (الإنجليزية)
- جوي بيغوت على موقع Soccerway.com (الإنجليزية)